# Sara Abdelghany
Sara Abdelghany, née vers 2001, est une nageuse égyptienne.

## Carrière
Sara Abdelghany est médaillée de bronze du 400 mètres nage libre, du 800 mètres nage libre, du 200 mètres papillon et du 400 mètres quatre nages aux Championnats d'Afrique de natation 2021 à Accra.